# 大良教宗会晤阿蒂拉
《大良教宗会晤阿蒂拉》是意大利文艺复兴大师拉斐尔的一幅湿壁画，绘于1513 年至 1514 年。拉斐尔受命装饰梵蒂冈宗座宫的一些房间，现称为“拉斐尔房间”。这幅画所在的房间称为赫略多洛室（Stanza di Eliodoro ），得名于房间里的另一幅拉斐尔壁画《将赫略多洛赶出圣殿》。